# Reproduktív jogok
A reproduktív (reprodukciós) jogok a nemzeti törvényalkotás, nemzetközi emberi jogi dokumentumok, illetve nemzetközi egyezmények által elismert emberi jogok részét képezik.
Alapvető jogokat elismerve védelmezik, hogy a partnerek szabadon és felelősségteljesen döntsenek gyerekeik számát, elhelyezését, tervezését illetően; hogy ismeretekhez és erőforrásokhoz jussanak elképzeléseik megvalósítása érdekében; valamint az elérhető legmagasabb színvonalú szexuális és reprodukciós egészségügyi ellátáshoz való hozzáférés esélyének biztosítanak védelmet. Azon jogot is magukban foglalják, hogy mindenki kényszer, diszkrimináció és erőszak mentesen dönthessen szaporodásáról, amint azt az emberi jogi dokumentumok kifejtik.
A reproduktív jogokra lehet pozitív szabadságként tekinteni, ami szerint az egyéneknek szabadságjoguk, hogy döntéseket hozzanak a reproduktív életükről és egészségükről, és lehet negatív szabadságként is tekinteni, amelynek értelmében az egyéneknek joguk van arra, hogy mentesek legyenek a mások által rajtuk gyakorolt erőszaktól, reprodukciós életükben és egészségükben ne álljanak kényszer alatt, ne legyenek kényszerítve akár például terhességek kihordására, akár azok megszakítására. Az előbbi fogalommal vág egybe „az én testem, az én választásom” szlogen, míg az utóbbival az „abortusz tiltása = kényszerterhesség” szlogen.

## Szexuális jogok
A szexuális jogok a nemzeti törvényalkotás, nemzetközi emberi jogi dokumentumok, illetve nemzetközi egyezmények által elismert emberi jogok részét képezik. Értve ez alatt minden ember jogát, hogy kényszer-, diszkrimináció- és erőszakmentesen:
- hozzáférhessen az elérhető legmagasabb színvonalú szexuális egészségügyi ellátáshoz, mely magában foglalja a szexuális és reproduktív egészségügyi szolgáltatásokat; (Beleértve az olyan káros kulturális gyakorlatok, mint a nemiszervcsonkítás elleni védelmet. Továbbá a szexuális erőszak elleni védelmet, beleértve a háborús szexuális erőszak elleni védelmet is. Beleértve a szexuális úton terjedő betegségek elleni védelmet.)
- felvilágosítást igényelhessen és hozzájuthasson szexualitással kapcsolatos ismeretekhez;
- szexuális nevelésben részesüljön;
- tiszteletben legyen tartva a testi integritása;
- dönthessen szabadon partnerét illetően;
- dönthesse el, hogy szexuálisan aktív vagy passzív;
- létesíthessen konszenzuson alapuló szexuális kapcsolatokat;
- létesíthessen konszenzuson alapuló házasságot;
- dönthesse el, hogy vállaljon vagy ne vállaljon, illetve mikor vállaljon gyereket; (Beleértve a fogamzásgátlást, a fogamzásgátló szerek könnyű hozzáférhetőséget és megfizethetőséget, a terhesgondozást, a szakképzett személy által levezetett, az anya és a gyermek egészségéről gondoskodó, biztonságos szülést, a biztonságos terhességmegszakítást és a védelmet a kényszersterilizációtól, az abortuszra kényszerítéstől és egyéb kapcsolódó jogellenes beavatkozásoktól)
- kielégítő, biztonságos és élvezetes szexuális élete legyen.

E jogok alapját az egyenlőség és a méltóság emberi joga alkotja. Noha egymással nem felcserélhetők, a reproduktív jogok a szexuális jogok egyik aspektusát képezik, ahogyan a szexuális jogok is a reproduktív jogok egyik részét alkotják. Ezeket a jogokat minden ember számára és minden életszakaszban biztosítani kell.

### Reprodukciós egészség
A reprodukciós jogokhoz szorosan hozzátartozik a reprodukciós egészség fogalma.
Ide tartozik a fizikai, érzelmi, mentális és szociális jólét állapota, minden olyan kérdést illetőleg, amely a reprodukciós rendszerrel, ennek funkcióival és folyamataival kapcsolatos, azaz nem pusztán a betegség, diszfunkció vagy fogyatékosság hiánya. Ennek megfelelően a reprodukciós egészség azt is jelenti, hogy az emberek kielégítő és biztonságos szexuális élettel rendelkeznek, képesek reprodukálni, valamint a döntési szabadságot is jelenti, hogy eldöntik mikor és milyen gyakran akarják ezt megtenni. Ezen utóbbi feltételbe beleértendő a férfiak és nők azon joga, hogy informálva legyenek és hozzáférjenek a biztonságos, hatékony, megfizethető és elfogadható családtervezési módszerekhez, melyeket maguk választanak, továbbá általuk választott egyéb módszerek is ide értendők, a törvénnyel nem ellentétes termékenység szabályozás, és a megfelelő egészségügyi szolgáltatáshoz való hozzáférés, mely segíti a nőket, hogy terhességük és szülésük biztonságos legyen, és a pároknak a legjobb lehetőséget biztosítja, hogy egészséges újszülöttjük legyen.

## Nemzetközi jogi környezet
A szexuális és reproduktív egészség és jogok fogalma az 1994-ben a népesedésről és fejlesztésről szóló kairói Egyesült Nemzetek Szervezete (ENSZ) - konferencián, illetve az ENSZ Pekingben 1995-ben megrendezett Nők Negyedik Világkonferenciáján került bevezetésre. Az elnevezés megalkotói az Egészségügyi Világszervezet (WHO) egészség-fogalom értelmezését vették alapul a szexuális és reprodukciós egészség témaköreinek tisztázásakor, melyeknek az ún. szexuális és reproduktív jogok biztosítanak védelmet. A pekingi 1995-ös ún. cselekvési platform 96. cikke szerint e jogok alapját az egyenlőség és a méltóság emberi joga alkotja. Noha egymással nem felcserélhetők, a reproduktív jogok a szexuális jogok egyik aspektusát képezik, ahogyan a szexuális jogok is a reproduktív jogok egyik részét alkotják. A kairói ENSZ-konferencia akcióprogramja hivatalosan 2014-ben ért véget, szövege forradalmi és progresszív dokumentumnak tekinthető, mely radikálisan megváltoztatta a szexualitásról és reprodukcióról szóló diskurzust.
Az Európai Parlament 2002. július 3-án 280 igennel, 240 nemmel és 28 tartózkodással elfogadta von Anne van Lancker „Szexuális és reproduktív egészség és jogok” című beszámolóját, melyet a szerző a nők jogainak védelmezésével és az esélyegyenlőséggel foglalkozó bizottság kezdeményezésére készített.